# Ökna, Dunker
Ökna är en gård i Dunkers socken, Flens kommun.
Byn är medeltida och troligen äldre men i många av de äldre beläggen är det osäkert vilket som handlar om Ökna i Dunker och vilka som avser Ökna i Gryt. Mårten i Ökna som 1410 var faste vid häradstinget bodde dock där, liksom Joar i Ökna som var faste vid häradstinget 1425, Bengt i Ökna som var vittne 1449, Peder Magnusson som var faste vid häradstinget 1471 och Peder som var vidvaruman vid en jordtransaktion 1501. Under 1500-talet upptas Ökna som ett mantal skattejord om 5 öresland och ett mantal kyrkojord om 4 öresland, kyrkojorden låg 1572 öde. Den gamla bytomten låg på platsen för nuvarande Vitökna. Kyrkohemmanet i Ökna ingick 1586 i den förläning som gavs till Hans von Masenbach på Ökna i Gryt (nuvarande Herrökna). Kyrkojorden överfördes omedelbart till frälsejord, och i donationen ingick ett flertal andra gårdar i Dunkers socken omfattande 9 1/2 mantal på gränsen mot Daga härad där Herrökna låg. Omkring 1619 lät Masenbachs änka Margareta Vogtin von Fronhausen (död 1624) bebygga Holmen (Ekensholm) till säteri, där Ökna, Lidökna och Starrsäter lades under gårdens rå och rör. Landbogodset i övrigt minskades efter några år genom nya säteribildningar. Gårdarna tillföll därefter genom arv dottern Elisabeth von Masenbach (död 1650), gift med Knut Lillie (död 1668), och övertogs vid Knut Lillies död av sonen Knut Lillie (död 1692) och efter honom av en yngre bror, Johan Lillie (död 1676). 1683 blev Ökna och Kvattala indragna till kronan, men Knut Lillie fick möjlighet att lösa hemmanen, och efter hans död 1691 kom Ökna att tillhöra kammarrådet Nils Schönberg (död 1728). Genom giftermål och arv kom Ökna därefter att tillhöra olika släkter, bland annat Carpelan, Herlin, Kurck, von Friesendorf, brukspatronerna, G. Bernhardt och P. Jansson, K. B. Fitinghoff, häradshövding Carl Andersson och brukspatron Jonsson. 1892 övertogs det av Henrik Albrecht von Stockenström och därefter av friherrinnan Christina Lagerfelt i Linköping.
Nuvarande manbyggnad uppfördes 1860 och genomgick 1946 restaurering och modernisering.